# Wody interstycjalne
Wody interstycjalne – wody porowe wypełniające przestrzenie między ziarnami piasku i żwiru.
Wody interstycjalne są rodzajem wód podziemnych, przy czym według niektórych źródeł ich strefa jest pośrednia między właściwymi wodami podziemnymi a wodami powierzchniowymi (strefa hyporeiczna). W limnologii to wody wypełniające osady denne, zwykle bardziej zasobne w substancje biogenne, o wyższej przewodności i bardziej kwaśne niż wody toni. 
W hydrobiologii strefę wód interstycjalnych włącza się do stefy wód podziemnych (stygalu), jako interstycjał. W tym ujęciu interstycjał odróżnia się od petrostygalu, czyli strefy wód szczelinowych. Interstycjał zajmuje drobne przestrzenie międzyokruchowe, a petrostygal bardziej rozległe luki. Z kolei strefę mokrego piasku bliską powierzchni określa się jako psammal. Ze względu na małe przestrzenie zajmowane przez wodę jest zdominowana przez mikrogorganizmy, zwłaszcza bakterie, i mejobentos.  